# Spada d'onore delle SS
La Spada d'onore delle SS (ufficialmente Ehrendegen Reichsführer-SS ma conosciuta popolarmente anche coi nomi di SS-Ehrendegen o SS-Degen) era un'arma onorifica indossata dalle Schutzstaffel (SS) sulla loro divisa in alta uniforme dal 1935 al 1945.
Il primo modello realizzato nel 1935 venne progettato dal professor Karl Diebitsch, un SS-Oberführer che ricopriva il ruolo di referente personale di Heinrich Himmler sull'arte e il design relativo alle SS. Il Degen venne prodotto negli anni dalla ditta Peter Dan. Krebs di Solingen, mentre alcuni esemplari vennero prodotti anche dalla Paul Müller a Dachau e dalla Puma di Solingen.

## Tipologie

### Modello ordinario per ufficiali

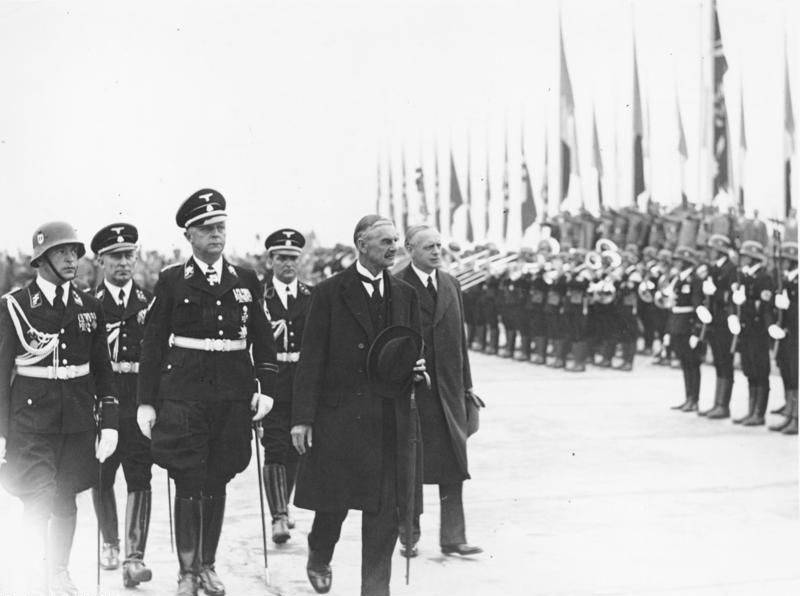
Ricevimento di Neville Chamberlain a Monaco di Baviera nel 1938: gli alti ufficiali delle SS presenti portano tutti la spada d'onore.

Il modello più comune della spada in dotazione alle SS aveva una lama lunga e sottile prodotta a diverse lunghezze e personalizzata in base all'altezza di chi la indossava. Il design era caratterizzato da una forma a "D" nell'elsa e da una impugnatura in legno rivestita di pelle nera e legata in filo d'argento. Sul pomo si trovava un inserto a scudo con le "SS" in forma di rune a saetta.
Il fodero era smaltato di nero con decorazioni in argento nella parte superiore e finale. Spesso la spada era accompagnata da una dragona argentata arricchita dal ricamo di due SS in nero sul nastro.

### Modello onorifico
La degen onorifica si distingueva da quella ordinaria per il fatto che era accompagnata da un certificato di concessione direttamente firmato da Heinrich Himmler ed era da lui personalmente consegnata all'insignito. La spada era di norma molto più decorata degli altri modelli ordinari e veniva concessa unicamente agli appartenenti alla SS-Verfügungstruppe e SS-Totenkopfverbände in riconoscimento dei meriti speciali. Essa era inoltre assegnata agli ufficiali laureatisi in una SS-Junkerschule.

## Insigniti notabili
- Franz Ziereis
- Joachim von Ribbentrop
- Karl von Eberstein
- Gustav Lombard